# فریتز شافر
فریتز شافر (آلمانی: Fritz Schäfer; ۷ سپتامبر ۱۹۱۲ – ۱۵ اکتبر ۱۹۷۳) کشتی‌گیر اهل آلمان بود.